# Angastina
Angastina (in greco Αγκαστίνα?; in turco: Aslanköy) è un villaggio di Cipro, situato a circa 20 km a est di Nicosia, sulla strada principale per Famagosta. Il villaggio si trova de facto nel distretto di Gazimağusa della Repubblica Turca di Cipro del Nord, mentre de iure appartiene al distretto di Famagosta della Repubblica di Cipro.
Nel 2011 il villaggio aveva 439 abitanti.

## Geografia fisica
Angastina è arroccata su una terrazza a 66 metri sul livello del mare delimitata da una scarpata gessosa che digrada dolcemente verso il fiume Pedieos.

## Origini del nome
Il nome originario del villaggio era Agios Therapon. Il nome Angastina appare al tempo dei Veneziani.
Secondo un'ipotesi il nome odierno deriverebbe dalla parola franca gastina, che significa "crosta". Questo allude alla spessa crosta rocciosa (kafkala- termine greco cipriota per "crosta") che copre le mesas circostanti e sulla quale fu costruito il villaggio negli ultimi secoli. Il nome fu poi modificato dalla gente del posto e fatto proprio aggiungendo la 'A'. Questo è possibile poiché il vicino villaggio di Mora durante il dominio dei Franchi era interamente un insediamento franco. Esso era di proprietà della casata dei Moravit e si chiamò per questo Mora. Cipro a quel tempo era governata dalla casa francese dei Lusignano. I Franchi occuparono Cipro "fra alto e tardo Medioevo", tra il 1192 e il 1489. Tuttavia, George Jeffrey ha ipotizzato che il nome (sulle antiche mappe "Angestrina") possa essere di "origine neo-latina (1500-1900)".
Nel 1975 Angastina fu rinominata Aslanköy dai turco-ciprioti. Aslanköy in turco significa "villaggio del leone".

## Storia

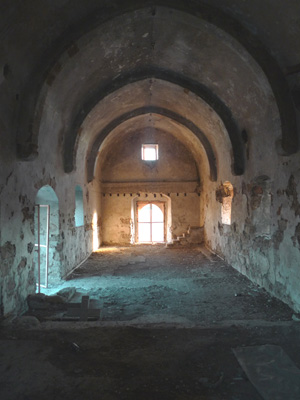
La chiesa di Agios Therapon ad Angastina nel 2012

### Età antica
Fra il 10.000 e l'800 a.C. nei pressi del villaggio esisteva un sito cipriota-miceneo chiamato Vouno.

### Età medievale
Durante le Crociate, all'interno o vicino al villaggio esisteva una fortificazione risalente al 1291 che ospitava la cavalleria dei Templari.
A sud-est verso Assia sono visibili resti di un villaggio più antico che sono ancora chiamati Halospita ("Case in rovina").

### Periodo britannico

#### L'omicidio di Nikoli Philippou
Come molti altri villaggi di Cipro, Angastina, fino al 1907, era bicomunitaria. Il 17 agosto di quell'anno si verificò un omicidio che alla fine avrebbe creato una frattura tra la comunità cristiana e quella musulmana del villaggio. Un giovane turco si innamorò di una donna greca sposata. Fu messo in guardia, ma lo prese a cuore e stupidamente sparò contro una compagnia di giovani greci a tarda notte mentre stavano prendendo un caffè nella piazza del villaggio. Uno dei giovani greci sospettando il giovane turco portò la polizia a casa del giovane turco. Il giovane turco confessò e il padre offrì un risarcimento in denaro. Il giovane greco rifiutò di essere comprato dal padre, così il giovane turco fu arrestato dalla polizia. Il padre era furioso che il giovane greco non accettasse i soldi. Quella notte andò con suo genero nell'aia che il giovane greco stava sorvegliando con sua suocera nelle vicinanze. Il padre turco lo uccise mentre dormiva, sfondandogli la testa con una pietra. Alla fine il padre turco fu arrestato e lui e suo genero furono processati, condannati e impiccati dalle autorità britanniche dell'isola. L'intera storia è riportata nella ballata "L'assassinio di Nikoli Philippou" di C. T. Palaisi scritta all'epoca e dalla stampa locale. Dopo quell'evento tutti i turchi del paese vendettero le loro proprietà e si trasferirono nei vicini villaggi turchi.

## Monumenti e luoghi d'interesse

### Architetture religiose

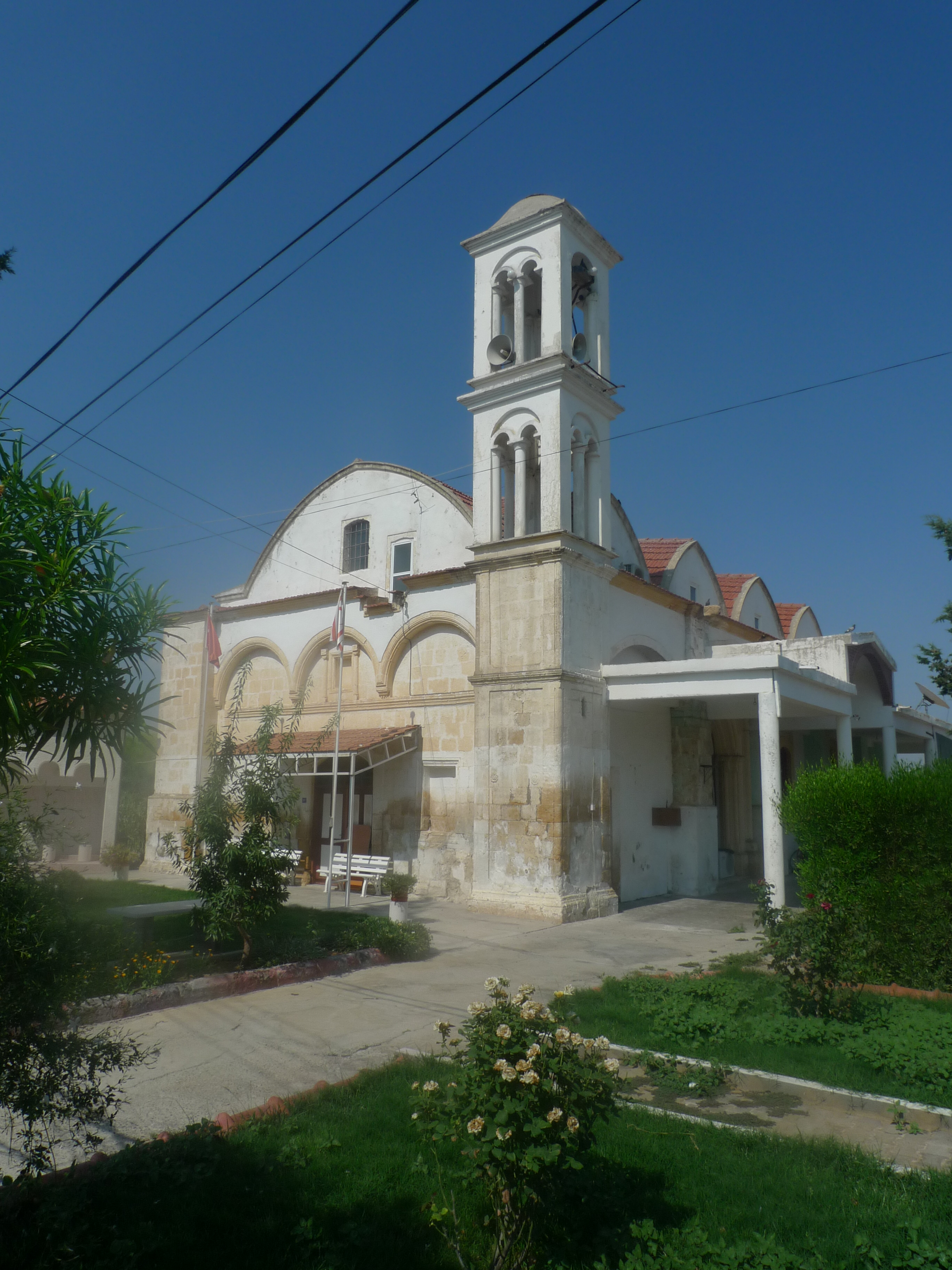
Agia Paraskevi nel 2012

- Agia Paraskevi è una chiesa greco-ortodossa che fu convertita in moschea dopo l'invasione turca del 1974. Essa sino a quell'anno era la chiesa principale del paese. Fu costruita nel 1878 su una chiesa più antica con lo stesso nome.[2] Nel 1920 un fulmine abbatté il campanile e ne fu eretto uno nuovo nel 1957-58.
- Agios Therapon è una chiesa greco-ortodossa con un cimitero. La chiesa esisteva nel villaggio fin dall'era bizantina.[2]

### Siti archeologici

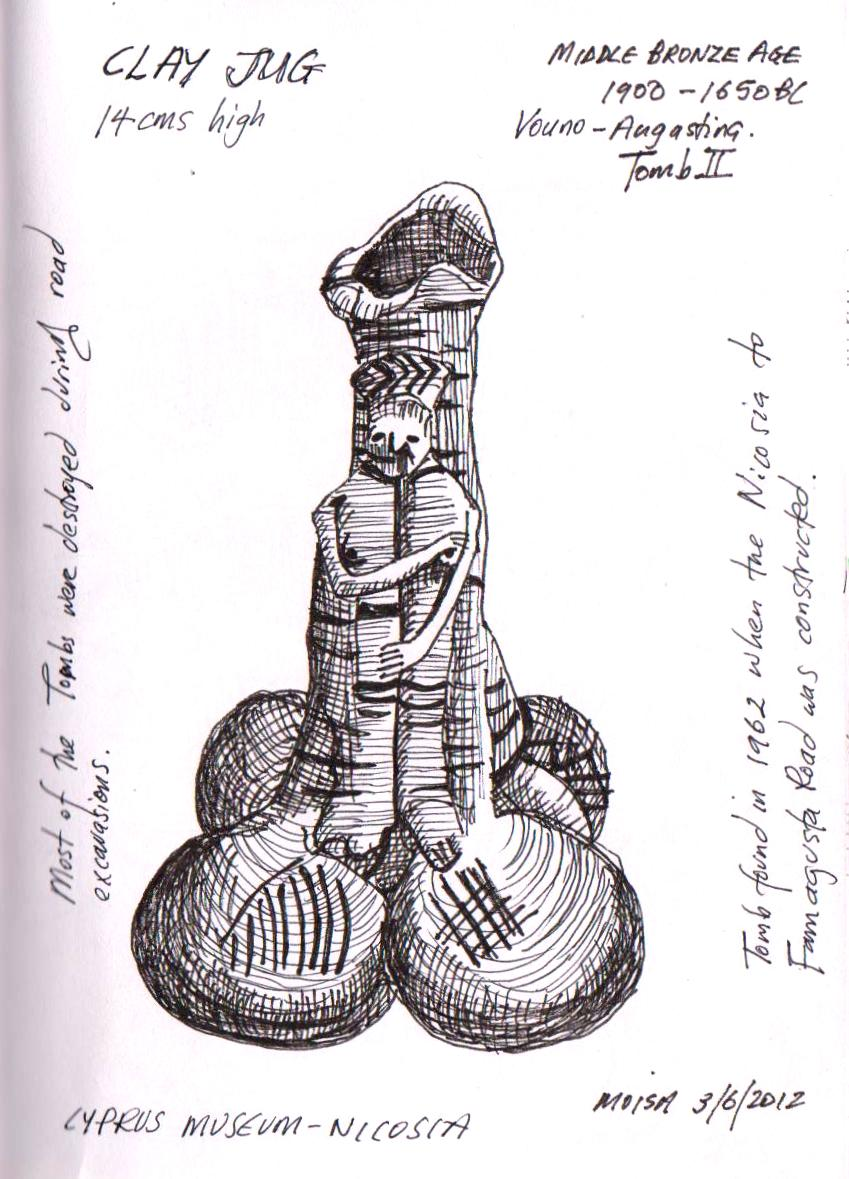
Brocca preistorica da Vouno, Angastina (disegno del 2012)

Il sito archeologico cipro-miceneo (10.000-800 a.C.) di Vouno fu scavato a 2 km a est del villaggio nel 1962 quando fu costruita una nuova strada per Famagosta. Secondo Georgious Kyriakos in Cyprus Heritage, gli artefatti (ora al Museo di Cipro di Nicosia) trovati a Vouno includono "Un vaso composito di "White Painted V Ware" (una classe ceramica micenea). Esso consiste di quattro parti sferiche unite ad un collo comune con una bocca pizzicata. Una figurina femminile è attaccata al collo; la sua mano destra tiene il seno e la sinistra l'addome". Questo risale al periodo medio cipriota III (1725-1625 a.C.).

## Società

### Evoluzione demografica
Fino al 1911 il villaggio era misto. Nel censimento ottomano del 1831 i cristiani costituivano il 70% e i musulmani il 30% della popolazione del villaggio. Questo rapporto cambiò nel 1891, quando la quota musulmana scese all'11,8% e la percentuale greco-cipriota salì a quasi l'88%. I turchi ciprioti continuarono a diminuire fino al 1911, scendendo da 58 nel 1891 a 26 nel 1911, a causa dei fatti descritti nella sezione di storia. Nel 1921, c'era solo un residente musulmano rimasto nel villaggio.
Nel 1974, Angastina era un villaggio interamente greco-cipriota e tutti i suoi abitanti furono fuggirono nell'agosto di quell'anno a causa dell'avanzata dell'esercito turco verso la parte meridionale dell'isola. Attualmente, come il resto dei greco-ciprioti sfollati, i greco-ciprioti di Angastina sono sparsi nel sud dell'isola, soprattutto nelle città. Il numero dei greco-ciprioti di Angastina sfollati nel 1974 era di circa 810 (807 nel censimento del 1973).
Dall'invasione turca del 1974, il villaggio è abitato principalmente da turco-ciprioti sfollati dal sud dell'isola, specialmente dal villaggio di Pentakomo/Beşevler nel distretto di Limassol. Vivono nel villaggio anche alcune famiglie originarie della Turchia. Il censimento turco-cipriota del 2006 riporta per Aslanköy una popolazione di 409 persone.

## Economia

### Agricoltura
Angastina possiede dei vigneti e fino alla seconda guerra mondiale nella zona era ampiamente coltivato il cotone. Grano, orzo e lenticchie erano i principali cereali coltivati prima dell'invasione turca del 1974.

## Infrastrutture e trasporti
Fino al 1950 il villaggio era sulla linea ferroviaria che collegava Famagosta a Nicosia, sostituita adesso da un'autostrada.